# Franco Columbu
Franco Columbo, né le 7 août 1941 à Ollolai (Sardaigne) et mort le 30 août 2019 à Olbia (Sardaigne), était un culturiste, powerlifter, boxeur et acteur italien.

## Biographie
Franco Columbu a rencontré Arnold Schwarzenegger en 1965 à Stuttgart, lors du premier concours international de ce dernier (le 1965 Austrian Jr. Weightlifting Championship), mais ils n'ont jamais été partenaires d'entraînement à proprement parler, essentiellement pour maintenir une frontière entre leur rivalité devant les juges et leur solide amitié dans la vie. Il était témoin à son mariage avec Maria Schriver en 1986.
Il est devenu culturiste professionnel en 1968, se classant régulièrement parmi les meilleurs mondiaux en dépit de sa petite taille (1,65 m). Il a été vainqueur à deux reprises à Mr. Olympia, la plus prestigieuse compétition internationale, à chaque fois l'année d'après le retrait d'Arnold Schwarzenegger : Arnold s'est retiré une première fois en 1975, Franco a été vainqueur en 1976, puis Arnold a fait un comeback en 1980, Franco a été vainqueur en 1981 (à l'âge de 40 ans). Ils sont d'ailleurs les seuls athlètes masculins à avoir obtenu plusieurs titres de Mr. Olympia lors d'éditions non consécutives.
Franco Columbu était par ailleurs pratiquant de force athlétique de niveau international et prenait part à des compétitions de type « Strong Man » (accomplissant des exploits tels que : faire exploser une bouillotte en soufflant dedans, soulever un véhicule pendant qu'un autre participant changeait un pneu...). Il était d'une force exceptionnelle parmi les culturistes, compte tenu de son poids (soulevant par exemple, au squat ou au soulevé de terre, des charges plus lourdes qu'Arnold Schwarzenegger, qui était alors plus grand de 23 cm et plus lourd de 30 kg hors compétition). En 1977, participant à la première édition du concours World's Strongest Men, il s'est classé 5e, en étant bien plus léger que les autres compétiteurs, et malgré une grave blessure au genou survenue lors d'une épreuve consistant à faire une course avec un lourd réfrigérateur attaché dans le dos (l'accident a été diffusé en direct à la télévision nationale) ; il aurait reçu 1 million de dollars en compensation, et aurait mis trois ans à en guérir.
Par la suite, parallèlement à son activité de chiropracteur et nutritionniste, il a joué de petits rôles au cinéma, d'abord dans des films dont Arnold Schwarzenegger était la vedette (incarnant notamment le Terminator du futur dans The Terminator sorti en 1984), puis dans d'autres films de diffusion plus confidentielle.
Le 30 août 2019, alors qu'il se baigne à San Teodoro en Sardaigne, il est victime d'un malaise cardiaque et meurt à l'âge de 78 ans à l'hôpital d'Olbia.
Franco Columbu est inhumé dans le tombeau familial à Ollolai.

## Mensurations en compétition
- Taille : 1,65 m
- Poids hors compétition : 90 kg
- Poids en compétition : 84 kg
- Tour de bras : 50–51 cm

## Performances[7]
- Développé couché : 238 kg
- Squat : 297 kg
- Soulevé de terre : 340 kg

## Palmarès
- 1966 : Mr. Europe IFBB, 4e
- 1968 : Mr. Univers NABBA, 2e catégorie petite taille, et trophée du « plus musclé »
- 1969 : Mr. Europe IFBB, 1er
- 1969 : Mr. Monde IFBB, 2e catégorie petite taille
- 1969 : Mr. Univers NABBA, 1er catégorie petite taille et toutes catégories, et trophée du « plus musclé »
- 1969 : Mr. Univers IFBB, 1er catégorie petite taille et toutes catégories
- 1970 : Mr. Europe IFBB, 1er catégorie petite taille et toutes catégories
- 1970 : Mr. Univers NABBA, 2e catégorie petite taille
- 1970 : Mr. Univers IFBB, 1er catégorie petite taille et toutes catégories
- 1970 : Mr. Monde AUU, 1er catégorie petite taille et toutes catégories
- 1970 : Mr. Monde IFBB, 1er catégorie petite taille et toutes catégories
- 1971 : Mr. Monde IFBB, 1er
- 1972 : Mr. Olympia, 5e
- 1973 : Mr. Olympia, 1er en poids léger et 2e au classement général
- 1975 : Mr. Olympia, 1er en poids léger et 2e au classement général
- 1976 : Mr. Olympia, 1er en poids léger et toutes catégories
- 1981 : Mr. Olympia, 1er en poids léger et toutes catégories

## Filmographie
- 1976 – Stay Hungry : Franco Orsini (non crédité)
- 1977 – The Streets of San Francisco (épisode « Dead Lift ») : lui-même (participant d'une compétition locale fictive, où le personnage de Joseph Schmidt joué par Arnold Schwarzenegger se place 2e)
- 1977 – Pumping Iron (documentaire semi-fictif sur le concours Mr. Olympia 1975) : lui-même
- 1980 – The Hustler of Muscle Beach : lui-même
- 1980 – Pumping Iron 2 (The Comeback) : lui-même
- 1982 – Conan le Barbare : l'éclaireur picte
- 1984 – Terminator : le Terminator du futur
- 1987 – Running Man : officier de sécurité du 911 n° 2
- 1987 – Last Man Standing : Batty
- 1988 – Big Top Pee-wee – Otto the Strongman
- 1993 – Il ritmo del silenzio : Nerescu
- 1993 – Last Action Hero : crédité comme réalisateur (fictif) de Jack Slater IV
- 1994 – Beretta Island : Franco Armando Beretta
- 1995 – Taken Alive : Enrico Costa
- 1997 – Doublecross on Costa's Island : Enrico Costa
- 2003 – Ancient Warriors : Aldo Paccione
- 2008 – Why we Train : lui-même
- 2010 – Muscle Beach then and Now : lui-même